# Eutimalphes brownei
Eutimalphes brownei är en nässeldjursart som beskrevs av Torrey 1909. Eutimalphes brownei ingår i släktet Eutimalphes och familjen Eirenidae. Inga underarter finns listade i Catalogue of Life.